# Zardoz
Zardoz är en irländsk-amerikansk science fantasyfilm från 1974, skriven och regisserad av John Boorman samt producerad av Boorman och Charles Orme. Filmen handlar om futuristisk värld där ett stenansikte kallat "Zardoz" (som kommer från Wizard of Oz) beordrar "Brutals" att mörda varandra för att få evigt liv. I rollerna syns Sean Connery som Zed, Charlotte Rampling som Consuella, Sara Kestelman som May och John Alderton som Friend. Boorman fick idén att skriva Zardoz efter att han hade försökt skriva ett manus till en filmatisering av Sagan om ringen åt United Artists. Han inspirerades av författare som T.S. Eliot, L. Frank Baum och J.R.R. Tolkien likväl som medeltida berättelser om kung Artur. Zardoz fick blandad till negativ kritik när den lanserades.